# Jean-Pierre Strugo
Pas d'image ? Cliquez ici
Jean-Pierre Strugo, né le 8 mai 1946 à Chatou, est un pilote automobile amateur en rallye-raids.

## Biographie
Jean-Pierre Strugo a participé à 25 saisons de rallyes-raids de 1985 à 2020, 32 Paris-Dakar (dont une victoire d'étape en 1997, en équipage privé), Master Rally, Rallye des Pharaons, du Rallye du Maroc, de Rallye de Tunisie, de Dubaï, d'Argentine, d'Italie, du Portugal, etc., débutant dans cette spécialité également en 1985, mais ayant par ailleurs déjà disputé des rallyes asphalte classiques du championnat de France de 1966 à 1969 (sur Renault 8 Gordini).
De 1990 à 1994, il court sur Nissan Terrano, pour le Team Dessoude Nissan.
Ce pilote est quadruple champion du monde des voitures de Marathon/Production en rallyes-raids, en 1996 (sur Mitsubishi Pajero), 2000, 2001, et 2003 (sur Mercedes ML 430 V8 4.3L 4WD préparée par la société Georges Groine Développement, Groine fournissant aussi des véhicules de la marque à l'étoile à Philippe Gache, et au « vétéran » René Metge, déjà triple vainqueur automobile alors du Paris-Dakar).
En 2019, il gagne l'Africa Race,.

## Quelques victoires en catégorie Production
- Rallye Paris-Dakar: 2000 et 2003;
- Rallye du Maroc: 2000 et 2003;
- Rallye d'Argentine: 2000 et 2003;
- Baja d'Italie: 2000;
- UAE Desert Challenge: 2001;
- Rallye de Tunisie: 2003;
- Rallye d'Orient: 2003.